# Денис Главина
Денис Главина (хорв. Denis Glavina, нар. 3 березня 1986, Чаковець) — хорватський футболіст, захисник казахстанського клубу «Тобол».
Також відомий виступами за полтавську «Ворсклу».

## Ігрова кар'єра
У дорослому футболі дебютував виступами за «Динамо» (Загреб).
Своєю грою за цю команду привернув увагу представників тренерського штабу «Динамо» (Київ), до складу якого приєднався влітку 2004 року. Проте пробитися до основи хорвату не вдалося і він виступав за дублюючу та молодіжну команди, а вже з наступного року став виступати на правах оренди за «Ворсклу», після чого перейшов в оренду до «Дніпра», але і там закріпитись не зміг, тому повернувся назад у Полтаву, яка незабаром повністю викупила трансфер футболіста.
2009 року недовго грав на правах оренди за рідний «Динамо» (Загреб), після чого був викуплений польською «Аркою», де і провів наступний сезон.
Влітку 2011 року він став вільним агентом і перебував у цьому статусі до лютого 2012 року, поки не підписав контракт з «Вараждином». А вже за півроку, у серпні 2012, перейшов до «Спліт», уклавши з клубом дворічну угоду.
У березні 2016 року став гравцем казахстанського клубу «Тобол».

## Досягнення
- Кубок України
  - Володар: 2008–09